# Tapae
Tapae a fost numele unei așezări fortificate sau a unei regiuni din Dacia. Făcea parte din sistemul de fortificații al cetății Sarmizegetusa, care era centrul politic al statului dac. Se afla în zona cunoscută ca Poarta de Fier a Transilvaniei, o trecătoare naturală între Munții Țarcului și Munții Poiana Ruscă, care leagă Banatul de Țara Hațegului. Astfel, zona era una dintre puținele variante pe care o armată invadatoare ar fi putut să le aleagă pentru a pătrunde în Transilvania și mai apoi către cetatea Sarmizegetusa.
Numele este atestat de Dio Cassius în lucrarea sa „Historia Romana”, mai întâi în cartea LXVII (67), capitolul 10,  care povestește campania romană din anul 87 d.Hr., când împăratul Domițian însoțit de generalul Tettius Iulianus pătrunde în Dacia și se confruntă cu armata lui Decebal, și mai apoi în cartea LXVIII (68), capitolul 8, care povestește campania împăratului Traian, din anul 101 d.Hr., împotriva lui Decebal.
În continuare sunt traducerile celor două texte în română :
„El (Tettius Iulianus nt.) a înfruntat inamicul la Tapae, și a ucis mulți dintre ei”
.
„Când Traian, în campania sa împotriva Dacilor, s-a apropiat de Tapae, unde barbarii aveau tabăra, i-a fost adusă o ciupercă mare pe care fusese scris cu caractere latine un mesaj care i-a făcut pe Buri și pe ceilalți aliați să îl sfătuiască pe Traian să se întoarcă și să păstreze pacea. Totuși, el înfruntă dușmanul și a văzut mulți răniți în armata sa și a ucis mulți dintre dușmani”
.
Cassius Dio atestă existența unei tabere militare sau a unei fortificații gete la Tapae, locul de desfășurare a două confruntări  între Roma, prin Domițian și Traian, și Dacia regilor Duras și Decebal, cunoscute ca Războaiele Daco-Romane. 
Astăzi în zona respectivă se află localitatea Zeicani, parte a comunei Sarmizegetusa.
Numele cetății, sub forma „Tapieo”, apare și în textele de pe plăcile de plumb descoperite la Sinaia la începutul secolului al-XX-lea, cunoscute ca Tăblițele de la Sinaia.